# 고전초등학교 고하분교
고전초등학교 고하분교는 경상남도 하동군 고전면 고하리 151-7에 있었던 분교이다.

## 연혁
- 1950.05.05 고하공립국민학교 개교(설립인가 2월 20일)
- 1952.03.28 제1회 졸업식
- 1995.09.01 고전국민학교 고하분교장
- 1996.03.01 고전초등학교 고하분교장
- 2005.03.01 본교로 통폐합